# Bruno Lazzaretti
Bruno Lazzaretti (Sassuolo, 5 settembre 1957) è un tenore italiano.

## Biografia
Nato a Sassuolo (Modena), Bruno Lazzaretti, autodidatta, esordisce nel 1980 al Zola Predosa (Bologna) nell'Euridice di Caccini. Alterna l'attività lirica a quella concertistica a da camera tra i suoi principali ruoli di repertorio:
- Don Ottavio nel Don Giovanni alla Lyric Opera of Chicago con Daniel Barenboim, al Teatro San Carlo di Napoli con Salvatore Accardo,
- Ferrando nel Così fan tutte alla Lyric Opera of Chicago con Daniel Barenboim, all'Opéra di Montecarlo con Salvatore Accardo.
- Nemorino nell'Elisir d'amore all'Opéra de Lyon con Bruno Campanella, e a Modena e Ravenna con Richard Bonynge.
- Arlecchino ne I pagliacci alla Scala con la direzione di Riccardo Muti.
- Almaviva ne Il barbiere di Siviglia direzione Evelino Pidò.
- Alberto ne L'occasione fa il ladro con Salvatore Accardo.
- Barbablù di Offenbach al Teatro Comunale di Bologna con la direzione di Peter Maag.
- Ladislao nell'opera Sigismondo di G.Rossini con la direzione di R.Bonynge.
- Don Ottavio nel Don Giovanni con la direzione di Claudio Abbado a Ferrara,con Peter Maag e S.Accardo al S.Carlo di Napoli.
- Arbace nell'Idomeneo all'inaugurazione scaligera del 1990 con la direzione di R.Muti.
- Il Gran Sacerdote dall'Idomeneo.
- Triquet nell'Onegin al Teatro S.Carlo di Napoli.
- Lord Cecil nel Roberto Devereux
- Don Basilio ne Nozze di Figaro alla Scala con la direzione di Riccardo Muti,con Anton Stefan Reck(regia di Jonathan Miller)al Regio di Torino
- Don Basilio al S.Carlo di Napoli con la direzione di J.Tate e 10 anni dopo con R.Weikert ancora al S.Carlo.
- Monsieur Taupe in Capriccio di Richard Strauss a Cagliari
- Alessandro ne Il re Pastore di Mozart a Lyon diretto da Sir Neville Marriner
- Agenore ne Il re Pastore di Mozart con la direzione di Corrado Rovaris e la regia di Daniele Abbado

Bruno Lazzarett ha inciso per Opera, Capriccio e Dongiovanni
Ha vinto di numerosi concorsi di canto:
- Enrico Caruso di Milano
- Aureliano Pertile
- Riccardo Stracciari di Bologna
- Luciano Pavarotti International Voice Competition di Philadelphia)

## Filmografia
Ha preso parte come cantante-attore ai film:
- I vespri siciliani, regia di Luca Ronconi (1986)
- Cherubin di J.Massenet (2006)
- Hannibal, regiadi Ridley Scott (2001)

## Colonne sonore
Ha inciso e cantato le colonne sonore di:
- Hannibal
- Le crociate - Kingdom of Heaven